# آس (فیلم)
آس (ایتالیایی: Asso) یک فیلم کمدی ایتالیایی به کارگردانی کاستلانو و پیپولو است که در سال ۱۹۸۱ منتشر شد.

## بازیگران
- آدریانو چلنتانو
- ادویژ فنش
- رناتو سالواتوری
- سیلوا کوشچینا
- پیپو سانتوناستاسو
- دینو کاسیو
- ساندرو گیانی
- جانی موزی
- الیزابتا ویویانی